# Чемеровецький район
Чемерове́цький райо́н — колишній район у Хмельницькій області. Центр — смт Чемерівці. Територія району — 926 км².
Адміністративно район поділений на 2 селищних і 33 сільських ради, до складу яких входить 68 сіл і 2 селища міського типу, в яких мешкає 48,4 тис. осіб, в тому числі міського — 6,7 тис., сільського — 41,7 тис. осіб.

## Загальні відомості
Чемеровецький район створено 5 квітня 1923 року на базі колишніх Вільховецької і Бережанської волостей. До району належало 36 населених пунктів із загальною кількістю населення понад 29 тисяч чоловік. Після триразових змін в адміністративно-територіальному поділі (1927,1959 і 1962 роки), у лютому 1965 року його було відновлено в нинішніх межах.
У 2020 році населені пункти Чемеровецького району віднесені до Кам'янець-Подільського району
Площа району становить 0,928 тис. км², 4,5% від території області. Межує з Городоцьким, Дунаєвецьким і Кам'янець-Подільським районами Хмельницької області, а на заході — з Гусятинським районом Тернопільської області.

## Географічні дані
Чемеровецький район розташований у південно-західній частині Хмельницької області, лісостеповій частині України і лежить у межах Подільської височини. Місцевість горбкувата, порізана балками, переважно з північного сходу, покрита сільськогосподарськими угіддями та лісами. Ґрунти представлені чорноземами опідзоленими та глибокими малогумусними.
Територією району протікають річки Збруч, Жванчик, Смотрич.
На річках Збруч та Смотрич у 1950-х роках збудовано п'ять міжколгоспних електростанцій. Неподалік Збруча в районі сіл Сокиринці та Вільхівці розвідано запаси лікувальної води типу трускавецької «Нафтусі».
Мінерально-сировинні ресурси представлені піском будівельним, вапняком, глиною, каменем-пісковиком.

## Природно-заповідний фонд

### Національні природні парки
Подільські Товтри (частина).

### Ботанічні заказники
Буковий ліс, Вільховецькі товтри, Черчецька товтра.

### Ландшафтні заказники
Велика і Мала Бугаїха (загальнодержавного значення), Гора «Сокіл», Івахновецький ліс, Сокіл (загальнодержавного значення), Сорочинські Товтри.

### Ботанічні пам'ятки природи
Букові дерева, Дуб звичайний, Дубовий ліс, Самовита товтра (загальнодержавного значення), Циківська дубина.

### Геологічні пам'ятки природи
Залучанська печера, Печера в тортонських відкладах, Розріз скальської серії, Товтра «Першак» з печерою.

### Заповідні урочища
Жабинецька Дача.

### Парки-пам'ятки садово-паркового мистецтва
Чемеровецький парк.

## Економіка
Темпи приросту обсягів промислового виробництва в районі за 2004 рік склали 141,2%. Площа сільськогосподарських угідь становить 74,0 тис. га (з них 64,5 тис. га ріллі), що становить 5% всіх сільськогосподарських угідь області. Фінансово-господарську діяльність здійснюють 42 сільськогосподарських підприємства, 56 селянських (фермерських) і господарств. Першість серед галузей сільського господарства в районі займає рослинництво. В районі діє 62 малих підприємства.
У Чемеровецькому районі діє завод з виробництва солоду ЗАТ «Оболонь» — одне з найпотужніших підприємств не тільки України, а й Європи. Із цим гігантом промислової продукції Чемеровеччина пов'язує реалізацію грандіозних планів майбутнього.

## Історія району
Чемеровеччина має багату історію. Її вивчали й описували Володимир Боніфатійович Антонович, Володимир Іванович Даль, інші дослідники (археологи, етнографи). Плідно досліджував Чемеровеччину професор Кам'янець-Подільського педагогічного університету (нині Кам'янець-Подільський національний університет імені Івана Огієнка) Іон Ізраїльович Винокур, під керівництвом якого 1965 року було знайдено Бережанський скарб прикрас ІІ—ІІІ століть.

### Середні віки
Тут ходили полки Богдана Хмельницького, билися з гнобителями опришки Олекси Довбуша, Северина Наливайка та Устима Кармалюка. Прославив край і звитяжний українець, герой Канади, кавалер Хреста Вікторії, найвищої відзнаки Великої Британії, Пилип Коновал. На батьківщині, в селі Кутківці, 2000 року йому споруджено пам'ятник. З Чемеровеччинною пов'язана доля українського письменника Тодося Степановича Осьмачки.
За польськими літописами та місцевими легендами, а також твердженнями Михайла Орловського, польського поета Мавриція Гославського, 1518 року, під час нападу татар на Поділля, з Чемерівців було взято в полон дочку православного священика Настю Лісовську (відома всьому світу під іменем Роксолана). Продана в гарем турецького султана, вона стала його законною дружиною і протягом тривалого часу мала вплив на долі українців, які перебували в турецькій неволі.

### Часи УНР
25—26 жовтня 1921 р. під час Листопадового рейду через Голенищеве, Боднарівку, Гусятин, Вільхівці теперішнього Чемеровецького району проліг шлях Подільської групи (командувач Михайло Палій-Сидорянський) Армії Української Народної Республіки.

### Друга світова війна
Двічі по району пронісся ураган Німецько-радянської війни. У Чемеровецькій землі сплять вічним сном 1511 воїнів Червоної Армії з різних республік Радянського Союзу. З поля бою не повернулись 6125 земляків, що воювали на боці СРСР. «За мужність і відвагу» у боях проти німців звання Героя Радянського Союзу надано генералу армії Івану Григоровичу Павловському, Антону Петровичу Бринському, Олександру Давидовичу Головатюку, Сергію Олександровичу Дубицькому, Олександру Кіндратовичу Коробчуку, Василю Петровичу Олійнику. Величезних збитків завдала району німецька окупація (липень 1941 — березень 1944 рр.) Вони обчислюються сумою в один мільярд карбованців у цінах 1944 року. Німці розстріляли і замучили 508 мирних жителів, вивезли на примусові роботи до Німеччини 3125 чоловік. Героїчними зусиллями краяни підняли з руїн народне господарство, дали друге життя селам, прикрасили землю садами. Їх трудовий подвиг відтворено на знаменитому полотні художниці Тетяни Яблонської «Хліб», яке експонується у Третьяковській галереї.

### Повоєнний час
05.02.1965 Указом Президії Верховної Ради Української РСР передано Скипченську сільраду Чемеровецького району до складу Городоцького району.

### Об'єднання районів
У 2020 році в результаті проведення адміністративно-територіальної реформи в Україні район об'єднано з Дунаєвецьким, Новоушицьким та Кам'янець-Подільським (1923—2020) районами у складі оновленого Кам'янець-Подільського району. З цього часу Чемеровецький район перестав існувати як адміністративно-територіальна одиниця.

## Видатні земляки
Район пишається славною когортою подвижників відбудовчого періоду та повоєнних десятиліть, які вписали яскраві сторінки у літопис трудового подвигу. Серед них летавчани двічі Герой Соціалістичної Праці Давид Васильович Бойко, Герой Соціалістичної Праці Ганна Степанівна Горячок, Тетяна Йосипівна Горячок, Сергій Микитович Миколин, Антоніна Трохимівна Миколина, Марія Василівна Нагурна, Галина Мойсеївна Регелюк, Тетяна Яківна Різник, Анастасія Андріївна Чинник, Анастасія Гнатівна Шутяк, Марфа Федорівна Юрченко, Володимир Давидович Ліщук. Героями Соціалістичної Праці стали також Петро Феодосійович Бортняк і Марія Сергіївна Весна із Свіршківців, Зінаїда Павлівна Скопецька із Кугаївців, Олексій Іванович Степанюк із Чемерівців, Леонід Юрійович Скринчук із Юрківців. У Почапинцях жила і працювала одна із перших п'ятисотенниць Поділля Ганна Микитівна Швидка. Яскравими постатями на теренах вітчизняної науки і культури, духовної та освітньої сфери стали професор Київської духовної академії Давид Олександрович Підгурський (1803–1880); доктори наук Іван Іванович та Валерій Іванович Адамчуки, Абрам Мойсейович Браз та Михайло Ілліч Щербань із Зарічанки; Едуард Анатолійович Зінь із Вишнівчика, Михайло Степанович Капиця із Юрківців, Каленик Іванович Геренчук і Анатолій Іванович Локай із Білої, Федір Іванович Мамчур з Івахнівців, Іван Олександрович Мельник із Андріївки, Іван Федорович Мещишин із Драганівки, Євген Миколайович Панасюк із Закупного, Полікарп Іванович Свідер із Хропотови. Вихідцем із села Завадівка є ректор Подільського державного аграрно-технічного університету професор Микола Іванович Бахмат. В селі Демківці народився, а в Івахнівцях розпочав медичну практику завідувач кафедри інфекційних хвороб з епідеміологією Медичного інституту Сумського державного університету, доктор медичних наук, професор Чемич Микола Дмитрович.

## Культура
У районі діє 58 клубних закладів, 48 бібліотек (45 — сільських, міська бібліотека смт. Закупне, центральна районна для дорослих, центральна районна бібліотека для дітей), 1 дитяча музична школа, 1 дитяча художня школа, 18 недержавних музеїв, з них 1 районний історико–краєзнавчий, 2 народних музеї та 15 музеїв і музейних кімнат. Культурне обслуговування населення району здійснюють 220 працівників мережі, з яких 44 чоловіки мають вищу освіту, 139 – середню спеціальну, 17 працівників галузі досягли пенсійного віку. Окрім наявності бібліотек 13 населених пунктів району (Лисогірка, Нова Гута, Дубівка, Кузьминчик, Михайлівка, Залісся, Ленінське, Мала Бережанка, Рудка, Вікторівка, Карачківці, Антонівка, Сл. – Скіпчанська) обслуговуються бібліотечними пунктами 1 раз на тиждень, 6 сіл (Рудка, Вигода, Йосипівка, Садове, Бурти, Долинівка) обслуговуються книгоношенням
В районі діють також три поліфонічні заклади — бібліотеки-музеї в селах Юрківці, Кугаївці, Сокиринці, де зосереджені краєзнавчі матеріали, історичні свідчення про життя їх мешканців, в бібліотеках району оформлено краєзнавчі кутки.
Книжковий фонд бібліотек району нараховує 542082 примірників, фонд за останні 10 років складає — 55837 примірників. В 2010 році бібліотеки отримали 5282 примірників книг, списали — 11238. В середньому в кожну сільську бібліотеку поступило від 50 до 100 екземплярів книг, В ЦРБ для дорослих — 1243, ЦДБ – 610. Протягом року бібліотеки системи разом зі своїми читачами беруть участь у різноманітних конкурсах. Протягом року робота бібліотек Чемеровецької централізованої бібліотечної системи спрямована на відзначення ювілейних дат українських та зарубіжних письменників, відомих політичних діячів та історичних постатей, відродження культурно-історичних традицій краю, популяризацію науково-природничих та екологічних знань, формування правових знань та правової культури читачів.
У Чемеровецькому районі велику роль у розвитку народної творчості відіграють колективи із званням «народний» та «зразковий». Станом на 1.01.2016 року в районі налічується 13 колективів із званням «народний» та 3 колективи із званням «зразковий». Це зокрема с. Біла — народний аматорський фольклорно-етнографічний ансамбль «Берегиня» (кер. Л. Мамчур); с. П'ятничани — народний аматорський ансамбль пісні «Бабине літо» (кер. Н. Фаліон); с. Жердя — народний аматорський ансамбль народних музик «Родина» (кер. І. Сухар); с. Жердя — народний аматорський ансамбль «Мальви» (кер. С.Гнатишен); с. Демківці — народний фольклорний ансамбль «Джерело» (кер. В. Штоль); с. Гуків — зразковий танцювальний ансамбль «Едельвейс» (кер. І. Ділай); с. Зарічанка — народний аматорський духовий оркестр (кер. І. Мищишин); с. Завадівка — народний аматорський духовий оркестр (кер. М. Роздайгора); с. Летава — народна аматорська хор-ланка (кер. Л. Підгорна), с. Летава — зразковий танцювальний ансамбль «Летавчанка» (кер. О. Домбровецька), народний аматорський хор ветеранів війни і праці «Чебреці» ЦКДМ (кер. М. Вінярська), народна аматорська чоловіча вокальна група «Ясени» ЦКДМ (кер. Й. Вишневський), народний аматорський жіночий вокальний ансамбль «Соната» ЦКДМ (кер. Л. Харкавлюк), зразковий духовий оркестр (кер. В. Ніколюк); народний аматорський мішаний ансамбль «Свято» ЦКДМ (кер. В. Свято); народний ансамбль народних інструментів «Товтри» ЦКДМ (кер. А. Крижанівський).
Станом на 01 січня 2011 року контингент Чемеровецької дитячої музичної школи становив 413 учнів. Відповідно до Закону України «Про позашкільну освіту» (розділ 5 п. 26) діти із багатодітних сімей, діти із малозабезпечених сімей, діти-інваліди, діти-сироти і діти, позбавлені батьківського піклування, здобувають позашкільну освіту безоплатно. Керуючись вищевказаним Законом безоплатно навчаються в Чемеровецькій ДМШ 71 учень. З них: 65 дітей з багатодітних родин, 5 дітей-інвалідів та 1 дитина з малозабезпеченої сім'ї.
Станом на 1 січня 2011 року контингент Чемеровецької дитячої художньої школи становив 161 учень. В Чемеровецькій ДХШ навчається 38 учнів–пільговиків. З них двоє дітей — інвалідів, та 36 дітей — з багатодітних родин.

## Політика
25 травня 2014 року відбулися Президентські вибори України. У межах Чемеровецького району було створено 65 виборчих дільниць. Явка на виборах складала — 72,59% (проголосували 24 586 із 33 782 виборців). Найбільшу кількість голосів отримав Петро Порошенко — 55,95% (13 757 виборців); Юлія Тимошенко — 18,51% (4 550 виборців), Олег Ляшко — 13,68% (3 363 виборців), Анатолій Гриценко — 2,37% (583 виборців). Решта кандидатів набрали меншу кількість голосів. Кількість недійсних або зіпсованих бюлетенів — 0,80%. 

## Пам'ятки
- Пам'ятки історії Чемеровецького району